# Kings Bay Base
Kings Bay Base è un census-designated place (CDP) degli Stati Uniti d'America, situato nello stato della Georgia, nella contea di Camden.